# Ando Nobuhito
Nobuhito Ando (sinh ngày 4 tháng 11 năm 1986) là một cầu thủ bóng đá người Nhật Bản.

## Sự nghiệp câu lạc bộ
Nobuhito Ando đã từng chơi cho Oita Trinita.